# Gabriel Tarnowski
Gabriel Tarnowski herbu Leliwa (zm. 23 sierpnia 1632 roku) – poseł na sejm 1611 roku z województwa sieradzkiego.
Na sejmie 1611 roku był komisarzem do granic (od Śląska). Był katolikiem.